# Hikayat Amir Hamzah

Hikayat Amir Hamzah est une œuvre littéraire malaisienne qui relate l'histoire d'un héros nommé Amir Hamzah. Ce livre est l'un des deux Hikayat mentionnés dans Sejarah Melayu, utilisés pour encourager les guerriers malais dans leur lutte contre l'invasion portugaise de Malacca en 1511.
Le manuscrit a été écrit en malais classique à l'aide de l'alphabet arabe jawi sur du papier traditionnel.